# Об'єднання (структура даних)
В інформатиці об'єднання (англ. union) є значенням або структурою даних, яке може мати кілька різних подань.
У сильно типізованих мовах тип об'єднання відповідає поняттю з теорії типів тип-сума, тобто вимагає використовувати різні конструктори для значень різних типів.
У слабко типізованих мовах, як-от C і C++, тип об'єднання реалізує каламбур типізації, тобто забезпечує інтерпретування одного й того ж значення відповідно до різних типів.
Залежно від конкретної мови та типу, значення об'єднання може використовуватися в таких операціях як присвоєння чи порівняння у відриві від інформації про конкретний тип або з вимогою її наявності.

## Приклад на C
```
union
 
Some
 
{

  
int
 
i
;

  
double
 
a
;

};

```

Це об'єднання зберігає або ціле число (змінна i), або число з рухомою комою (змінна a). У C та C++ об'єднання реалізовано як різновид структури, до нього звертаються так само, як і до структури: через символ «->» за використання вказівника, чи «.» за використання звичайної змінної.

Можна ускладнити приклад, зробивши об'єднання частиною структури і тоді звертатися треба буде вже через структуру, тобто:
```
struct
 
STRX
 
{

  
int
 
i
;

  
Some
 
v
,
 
*
w
;

}
 
a
,
 
*
b
;

```

Розглянемо способи звернення до об'єднання, задані через вказівники, змінні та в змішаний спосіб:
```
a
.
v
.
i
 
=
 
123
;

b
->
v
.
i
 
=
 
123
;

a
.
w
->
i
 
=
 
123
;

b
->
w
->
i
 
=
 
123
;

```

Є можливість зробити об'єднання безіменним:
```
struct
 
STRX
 
{

  
int
 
j
;

  
union
 
{

    
int
 
i
;

    
double
 
a
;

  
};

}
 
a
;

```

При цьому звернення спрощується:
```
a
.
i
 
=
 
123
;

a
.
a
 
=
 
4.5
;

```